# Prières exaucées
Prières exaucées (titre original : Answered Prayers: The Unfinished Novel) est un roman posthume de l'écrivain américain Truman Capote, inachevé au temps de sa mort et édité en 1986 chez Hamish Hamilton (en).
La traduction française, réalisée par Marie-Odile Fortier-Masek, est parue en 1988 aux éditions Grasset.

## Résumé
P.B. Jones, un orphelin et écrivain bisexuel passe son temps entre New York, Paris et Tanger. Dans ses voyages il rencontre plusieurs personnages. 